# Џон Гвидети
Џон Гвидети (швед. John Guidetti; 15. април 1992) шведски је фудбалер и репрезентативац.

## Каријера
Током детињства је играо фудбал у родној Шведској и Кенији. Године 2008. вратио се у Шведску, где је дебитовао са 16 година за Бромапојкарну. Затим је потписао за енглески Манчестер Сити, па се после опет вратио у Броммапојкарну на позајмицу. У новембру 2010. године га је Бернли позајмио. У сезони 2011/2012. је отишао на позајмицу у холандски прволигаш Фајенорд. Током свог боравка у Холандији дао је 20 голова у 23 утакмице.
У јануару 2014. године преузео га је Стоук Сити до краја сезоне, а у септембру те године Гвидети је позајмљен шкотском Селтику, где је освојио првенство и лига куп. Након истека уговора с Ситијем, Гвидети је потписао вишегодишњи уговор са шпанском Селтом из Вига. Од 2018. године игра за Алавес.

## Репрезентација
За шведску фудбалску репрезентацију дебитовао је у фебруару 2012. године против Хрватске. Са младом репрезентацијом Шведске (до 21 године) освојио је Европско првенство у Чешкој 2015. године. Шведски селектор објавио је у мају 2016. списак репрезентативаца за наступ на Европском првенству у Француској, на којем је био Гвидети. У пријатељској утакмици са Велсом, даоо је свој први гол за репрезентацију. Гвидети је започео Европско првенство у 59. минуту као замена за Маркуса Берга против Ирске.
У мају 2018. године, био је уврштен у састав Шведске на Светском првенству у Русији 2018. године.

### Голови за репрезентацију
Голови Гвидетија у дресу са државним грбом
| #  | Датум        | Место | Противник | Гол | Резултат | Такмичење   |
| -- | ------------ | ----- | --------- | --- | -------- | ----------- |
| 1. | 5. јун 2016. | Солна | Велс      | 3:0 | 3:0      | Пријатељска |

## Трофеји

### Клубови
Манчестер Сити
- ФА Куп (1): 2010/11.
- Комјунити шилд (1) : 2012.

Селтик
- Премијер лига Шкотске (1) : 2013/14.
- Лига куп Шкотске (1) : 2014/15.

### Репрезентација
- Европско првенство до 21 године (1) : 2015.